# Terbutalin
Terbutalin-sulfat er det virksomme stof i AstraZenecas medikament Bricanyl®, der anvendes mod vejrtrækningsproblemer som følge af astma. Stoffet er bronkieudvidende, og virker ved overvejende at stimulere β2-receptorer. Terbutalin anvendes endvidere i vehæmmende medikamenter.
Terbutalin i urinen ved dopingtest medfører diskvalifikation af den sportsudøvende.

## Stereokemi
Terbutalen indeholder en stereocenter og består af to enantiomerer. Dette er en racemate, dvs. en 1: 1 blanding af (R) - og (S) - form:
| Enantiomerer af terbutalin | Enantiomerer af terbutalin |
| -------------------------- | -------------------------- |
| CAS-Nummer: 37394-31-3     | CAS-Nummer: 90877-48-8     |

## Eksterne links
Læs mere om indholdsstoffet terbutalin på medicin.dk